# Rodersdorf (Wegeleben)
Rodersdorf is een plaats en voormalige gemeente in de Duitse deelstaat Saksen-Anhalt, en maakt deel uit van de Landkreis Harz.
Rodersdorf telt 1.421 inwoners.

## Geschiedenis
Op 1 mei 2001 is de toenmalige zelfstandige gemeente Rodersdorf geannexeerd door de stad Wegeleben.